# Виміри (фільм, 2011)
Розмірності (Dimensions) — науково-фантастичний фільм 2011 року. Режисер фільму — Слоан У'Рен, сценарій написав Ант Нілі. Фільм отримав нагороду на Лондонському фестивалі незалежного кіно і на Long Island International Film Expo.

## Про фільм
Кембридж, Англія, 1921 рік — принаймні так здається. Блискучий молодий вчений стає одержимим пошуком шляху назад у своє минуле — незалежно від ціни.

## Знімались
| Актор             | Роль            |
| ----------------- | --------------- |
| Генрі Ллойд-Г'юз  | Стефен          |
| Камілла Резерфорд | Джейн           |
| Патрік Ґодфрі     | професор        |
| Олівія Ллевелін   | Енні            |
| Річард Геффер     | Шмідт           |
| Джорджина Річ     | Еліс            |
| Джеймс Грін       | старший чоловік |